# RKO Pictures
RKO (Radio-Keith-Orpheum) Pictures Inc. (auch: RKO Radio Pictures) war ein US-amerikanisches Filmproduktions-, Filmverleih- und Kinounternehmen. In der Studiozeit Hollywoods war RKO – neben MGM, 20th Century Fox, Paramount und Warner – das kleinste der damals „Big Five“ genannten Major-Studios. Das von 1929 bis 1955 bestehende Unternehmen brachte rund 1.500 Filme hervor. In seinem Verleih betreute RKO nicht nur die eigenen Produktionen, sondern auch mehr als 900 weitere, die von anderen Herstellern stammten, darunter viele von Walt Disney und Samuel Goldwyn.

## Geschichte

### Gründung

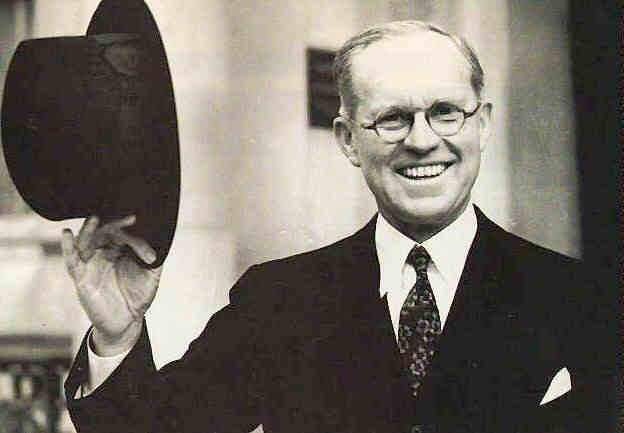
Joseph P. Kennedy, gründete 1929 die RKO

RKO entstand 1929 aus dem Filmproduktions- und Verleihunternehmen FBO, dessen bisheriger Chef, Joseph P. Kennedy, ein Unternehmen schaffen wollte, das im gerade entstehenden Tonfilmmarkt eine führende Rolle würde spielen können. FBO hatte ein großes Studiogelände in Hollywood, verfügte aber über keine eigene Tonfilmtechnik. Kennedy verkaufte die Mehrheitsanteile, die er an FBO besaß, darum an die Radio Corporation of America (RCA), die ein Tonfilmverfahren namens RCA Photophone entwickelt hatte; im Auftrag von RCA handelte Kennedy dann einen Zusammenschluss von FBO mit der mächtigen Theaterkette Keith-Albee-Orpheum (KAO) aus. Nachdem der Merger schließlich zustande gekommen war, stattete RCA sowohl die neuen Kinos als auch die Produktionsstätten mit Tontechnik aus.
Erster Produktionschef des neuen Unternehmens, das nun Produktionseinrichtungen, einen Verleih und eigene Kinos besaß, wurde William LeBaron, der seine Laufbahn als Broadway-Komponist begonnen, seit 1926 aber als Produzent für Adolph Zukor gearbeitet hatte. Einige der ersten RKO-Vertragsdarsteller (z. B. Richard Dix) und Regisseure (Merian Cooper) kamen mit LeBaron ebenfalls von Paramount Pictures.

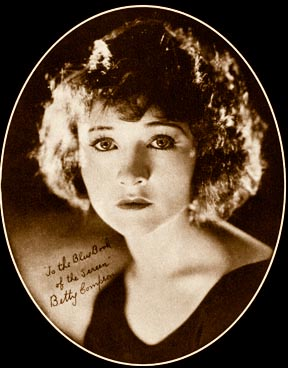
Betty Compson spielte im ersten RKO-Film die Hauptrolle

RKO produzierte von Anfang an reine Tonfilme und setzte, dem Trend entsprechend, zunächst auf das populäre Genre des Musikfilms. Der erste Film, den das neue Studio hervorbrachte – Syncopation –, wurde noch nicht als RKO-, sondern als LeBaron-Film angekündigt. Sein offizielles Debüt hatte RKO erst mit Street Girl mit Betty Compson in der Hauptrolle. Der größte finanzielle Erfolg des Studios war die Verfilmung der Ziegfeld-Show Rio Rita. Der Film wurde mit großem finanziellen Aufwand produziert und konnte sogar mit einer Farbszene im Technicolor Process No. 2 aufwarten. Das Studio war in der Lage, am Ende des Jahres bereits einen Profit von über 1,6 Millionen Dollar zu erwirtschaften, der sich im Folgejahr nahezu verdoppelte. Ende 1930 arrangierte Kennedy für RKO den Erwerb des amerikanischen Zweiges des französischen Filmherstellers Pathé. Der Kauf trat am 29. Januar 1931 in Kraft und brachte RKO nicht nur ein Filmstudio und -gelände in Culver City sowie die gut eingeführte Pathé-Wochenschau, sondern auch eine Reihe neuer Vertragsschauspieler und Regisseure, wie beispielsweise Gregory La Cava, Constance Bennett, Ann Harding, Bill Boyd und Helen Twelvetrees. LeBaron nahm daneben Talente wie Irene Dunne, Mary Astor und Joel McCrea unter exklusive Verträge. Im Laufe des Jahres akquirierte RKO für über 33 Millionen Dollar eine eigene Kinokette mit 175 Niederlassungen, um auch im Vertriebsgeschäft zu wachsen.
Mit dem von Wesley Ruggles inszenierten Pioniere des wilden Westens errang RKO erstmals einen Oscar für den besten Film.

### Finanzielle Probleme und neue Erfolge unter Produktionschef David Selznick

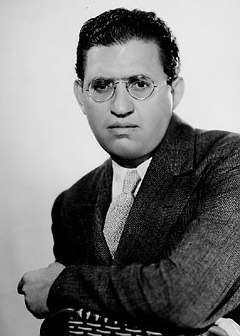
David O. Selznick 1934.

Im Oktober 1931 wurde LeBaron von David O. Selznick abgelöst, der erst 29 Jahre alt war, bei Paramount aber schon einige erfolgreiche Filme wie Street of Chance und Sarah and Son produziert hatte. LeBaron war es nicht gelungen, RKO vor den Auswirkungen der um sich greifenden Wirtschaftskrise zu schützen, die zu einem Schwund der Zuschauerzahlen von 130 Mio. im Jahr 1929 auf knapp 55 Mio. im Jahr 1933 führte. Gleichzeitig war das Studio durch die hohen Investitionen in die eigene Kinokette zu hohen Ausgaben gezwungen, die nicht durch entsprechende Einnahmen gedeckt waren. Nachdem die Verluste 1932 auf über zehn Millionen Dollar gestiegen waren, beantragte RKO Mitte 1933 eine geordnete Insolvenz (sog. Equity Receivership). Erst 1940 wurde diese Zwangsverwaltung beendet.
Selznicks erklärtes Ziel war es, die Qualität der RKO-Produktionen zu erhöhen. Von Paramount hatte er den Regisseur George Cukor mitgebracht, in dessen Filmdrama Eine Scheidung neben John Barrymore und Billie Burke erstmals Katharine Hepburn auftrat. Hepburn blieb bei RKO bis 1938 und wirkte in Filmen wie Vier Schwestern, Bühneneingang und Leoparden küßt man nicht mit. Cukor inszenierte für RKO u. a. einige Filme mit Constance Bennett, darunter Rockabye, What Price Hollywood? und Our Betters. Die erfolgreichsten Filme, die RKO unter Selznick produzierte, waren Merian Coopers und Ernest Schoedsacks Horrorfilm King Kong und die weiße Frau mit Fay Wray und Bruce Cabot und die Literaturverfilmung Vier Schwestern. King Kong, am 7. März 1933 in der New Yorker Radio City Music Hall uraufgeführt, spielte auf dem Gipfel der Depression $ 1.761.000 ein.
Selznick verließ RKO im Februar 1933 und ging zu MGM. Sein Nachfolger wurde Merian Cooper, der für RKO nicht nur King Kong inszeniert, sondern auch schon einige Filme produziert hatte. Noch im selben Jahr inszenierte Mark Sandrich für RKO das Musiklustspiel So This is Harris!, der als bester Kurzfilm mit einem Oscar ausgezeichnet wurde.

### Produktionschef Merian Cooper
Cooper nahm 1933 den noch filmunerfahrenen Revuestar Fred Astaire unter Vertrag und brachte ihn mit Ginger Rogers zusammen, die bereits etliche Jahre im Filmgeschäft war. Ihren ersten gemeinsamen Auftritt hatten Astaire und Rogers als Nebendarsteller in dem Film Flying Down to Rio, der Dolores del Río als Star groß herausstellt. Das Publikum mochte das Duo Astaire/Rogers und RKO baute die beiden Schauspieler gezielt als Leinwandpaar auf. Die Filme Tanz mit mir! und Swing Time errangen je einen Oscar für den besten Song; Ich tanz’ mich in dein Herz hinein und Swing Time wurden später ins National Film Registry aufgenommen. Top Hat avancierte 1935 mit einem Einspielergebnis von $ 3.202.000 sogar zur erfolgreichsten RKO-Produktion des gesamten Jahrzehnts. Gelegentlich traten Rogers und Astaire auch getrennt auf, etwa in den Filmen Fräulein Kitty, der Rogers einen Oscar als beste Hauptdarstellerin einbrachte, und Ein Fräulein in Nöten, in dem Astaire solo mitwirkte. Für den letztgenannte Film erhielt der Choreograf, Hermes Pan, einen Oscar.
Eine weitere Darstellerin, die bei RKO zum Star wurde, war Lucille Ball. Ball erschien hier zunächst nur in Statisten- und Nebenrollen – häufig in Filmen mit Astaire/Rogers –, bis das Studio sie 1938 in dem Lustspiel The Affairs of Annabel zum ersten Mal in einer Titelrolle einsetzte. Bis 1942 folgten zwölf weitere Hauptrollen, dann wechselte Ball zu MGM.
Cooper konnte für RKO auch einige weitere populäre Schauspieler gewinnen, die meist auf der Basis von nicht-exklusiven Verträgen für das Studio arbeiteten. Barbara Stanwyck konnte 1935 in Annie Oakley ein Comeback feiern und hatte später unter anderem mit The Bride Walks Out und The Plough and the Stars weitere Erfolge. Cary Grant wirkte von 1935 bis 1948 in 15 RKO-Filmen mit. Die bedeutendsten Regisseure, die Cooper unter Vertrag nehmen konnte, waren George Stevens und John Ford. George Stevens arbeitete für RKO von 1933 bis 1939 exklusiv und sammelte Erfahrung in einer ganzen Bandbreite von Genres. John Ford inszenierte für RKO 1935 den Film Der Verräter, ein Drama über Irischen Unabhängigkeitskrieg, der ihm seinen ersten Oscar als bester Regisseur eintrug. Zwei weitere Filme, die Ford für das Studio drehte, waren Maria von Schottland und The Plough and the Stars.
1935 schloss Cooper einen wichtigen Vertrag mit den Disney-Studios, die ihre Filme von da an durch den RKO-Verleih vermarkten ließen. Filme wie Schneewittchen und die sieben Zwerge, Pinocchio, Fantasia, Dumbo und Bambi wurden Prestigeprodukte sowohl für Disney als auch für RKO. Kommerziell profitierten konnte RKO aufgrund der für das Studio ungünstigen Vertragskonditionen von diesem Geschäft nur in eingeschränktem Umfang.

### Erfolge unter wechselnden Produktionschefs
Ende 1935 wurde Samuel Briskin Produktionschef von RKO. Briskin führte die bisherige Studiopolitik ohne größere Neuerungen fort. 1937 löste Pandro S. Berman, der für RKO bereits seit 1931 arbeitete, Briskin als Studiochef ab. Der bedeutendste Film, den das Unternehmen unter seiner Leitung produzierte, war der von George Stevens nach einer Vorlage von Rudyard Kipling inszenierte Abenteuerfilm Aufstand in Sidi Hakim in dem Cary Grant, Douglas Fairbanks Jr. und Victor McLaglen drei britische Offiziere spielen, die sich im Indien der Kolonialzeit gegen mörderische Einheimische zur Wehr setzen müssen. Weitere Filme, deren Produktion Berman noch über seine Arbeitsperiode als RKO-Studiochef hinaus betreute, waren Ruhelose Liebe, ein Melodrama mit Irene Dunne und Charles Boyer, das eine Reihe von Oscarnominierungen erhielt, und Der Glöckner von Notre Dame mit Charles Laughton.
Auf Berman folgte Ende 1938 George Schaefer, der bis dahin bei United Artists gearbeitet hatte und ein zentrales Element des Geschäftsmodells dieses Unternehmens – die Finanzierung und Vermarktung unabhängig produzierter A-Movies – auf RKO übertrug. Anders als etwa MGM hatte RKO Ende der 1930er Jahre kaum noch erstklassige Regisseure oder Stars unter Festvertrag; die letzte große Vertragsdarstellerin – Ginger Rogers – verließ das Unternehmen 1941, obwohl Schaefer ihr am Ende für einen weiteren dreijährigen Exklusivvertrag eine jährliche Gage von $ 390.000 anbot. Schaefer setzte daher notgedrungen fort, was bei RKO schon vorher Praxis gewesen war: das „Ausleihen“ von Künstlern oder der Abschluss von nicht-exklusiven Verträgen über eine bestimmte Anzahl von Filmen. So trat Carole Lombard seit 1939 in mehreren RKO-Filmen auf, darunter Nur dem Namen nach. Auch Maureen O’Hara war von 1939 viermal in RKO-Produktionen zu sehen, unter anderem in Dorothy Arzners Revuefilm Dance, Girl, Dance.

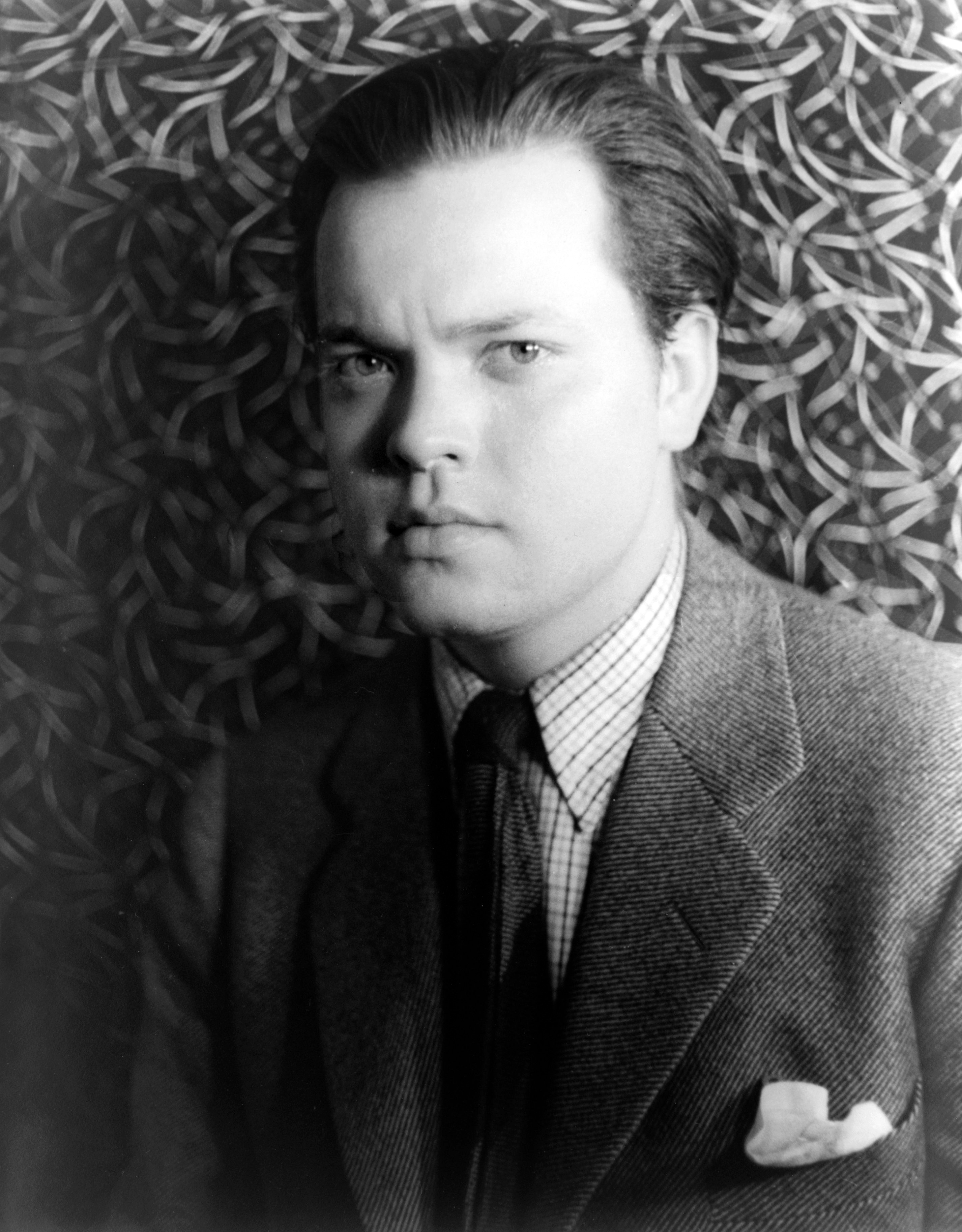
Orson Welles (1937), dessen Citizen Kane von RKO produziert wurde

1941 gelang es Schaefer, einen Vertrag mit dem unabhängigen Produzenten Samuel Goldwyn abzuschließen, der, unzufrieden mit der bisherigen Zusammenarbeit bei United Artists, seine Filme über RKO vertreiben ließ. Zu den prestigereichen Filmen, die RKO in den folgenden Jahren für Goldwyn herausbrachte, gehören Die kleinen Füchse, Die merkwürdige Zähmung der Gangsterbraut Sugarpuss, Der große Wurf und Die besten Jahre unseres Lebens. Einen weiteren schloss Schaefer mit David Selznick, der inzwischen sein eigenes Unternehmen hatte und für RKO zwei Filme produzierte, in denen Alfred Hitchcock Regie führte: die Screwball-Komödie Mr.und Mrs. Smith und den Thriller Verdacht. Anders als in großen Studios wie z. B. MGM, die von autoritären Managern wie Louis B. Mayer effizient geführt waren, war die Organisation bei RKO veränderlich und flexibel und bot den Mitarbeitern vergleichsweise große Chancen zur Verwirklichung ihrer künstlerischen Ideen. Das filmhistorisch bedeutendste Beispiel für die Freiheit, die Regisseure bei RKO gelegentlich fanden, sind die frühen Regiearbeiten von Orson Welles: Citizen Kane, Der Glanz des Hauses Amberson. Allerdings geriet Schaefer während der Postproduktion für den letztgenannten Film in eine Auseinandersetzung mit seinen Vorgesetzten, die ihn schließlich seine Position als Studiochef kostete.
Auch der Regisseur Jacques Tourneur fand 1942 zu RKO und inszenierte dort insgesamt acht Filme, darunter sein Meisterwerk, den Film Noir Goldenes Gift, aber auch eine Reihe populärer Horrorfilme wie Katzenmenschen und Ich folgte einem Zombie, die die Rechtsnachfolger von RKO später als Grundlage von Remakes verwendeten. Auch im technischen Bereich beschäftigte RKO Spitzenkräfte wie z. B. den Tonmeister Stephen Dunn, der für seine Mitarbeit an dem Film Dieses ist mein Land einen Oscar erhielt. RKO produzierte auch Dokumentarfilme. Ein filmhistorisch wichtiges Beispiel ist der von Frederic Ullman Jr. produzierte Kurzfilm Siege über den deutschen Einmarsch in Warschau. Der Film wurde für einen Oscar nominiert und 2006 ins National Film Registry aufgenommen.
Nach Schaefers Ausscheiden übernahm Charles Koerner, der bis dahin die RKO-Theaterkette geführt hatte, die Leitung über das Produktionsgeschäft. Während der Kriegsjahre boomte die Kinoindustrie in einem Umfang wie zuletzt bei Einführung des Tonfilms. Alle Filmgesellschaften konnte erhebliche Umsatzsteigerungen verzeichnen und auch die Gewinne von RKO entwickelten sich exponentiell im Vergleich zu den Vorjahren. Beliebt beim Publikum waren vor allem leichte Komödien und Musicals sowie Kriegsdramen. Zu den größten finanziellen Erfolge der Periode für RKO zählten Hitler’s Children, einem frühen Film von Edward Dmytryk, der für weniger als $750.000 ohne bedeutende Stars hergestellt wurde und an der Kinokasse über $ 3,5 Mio. einspielte. Behind the Rising Sun, ein Film über eine Gruppe von Gefangenen in einem japanischen Straflager, Bombardier, der den heroischen Einsatz von Bomberpiloten schilderte und Tender Comrades, der die Erlebnisse von Ginger Rogers an der Heimatfront schilderte, spielten ebenfalls teilweise sechsstellige Gewinne für das Studio ein. Der junge Robert Ryan wurde in allen drei Filmen eingesetzt und das Studio hatte große Hoffnungen, ihn zum Star zu entwickeln, doch sein Kriegsdienst verhinderte die hoffnungsvolle Entwicklung. Im Gegensatz dazu gelang es, Robert Mitchum zu einem bekannten Namen aufzubauen. 1945 brachte das Studio The Bell’s of St Mary’s in den Verleih, der Bing Crosby und Ingrid Bergman als Priester und Nonne im Kampf um die Rettung eines Waisenhauses zeigte, in den Verleih. Der Film, eine Gemeinschaftsproduktion mit Leo McCareys Firma Rainbow Production, wurde zum größten finanziellen Erfolg des Studios überhaupt und brachte am Ende einen Reingewinn für RKO von über $ 3,5 Mio.
Nachdem Koerner im Februar 1946 starb, wurde Dore Schary, der bis dahin für David Selznick gearbeitet hatte, neuer Produktionschef von RKO. Unter seiner Leitung brachte das Unternehmen mehrere sehr erfolgreiche Filme in den Verleih, die gemeinsam mit Selznicks’s Firma Vanguard Pictures produziert wurden, in den Verleih: Die Wendeltreppe, Berüchtigt und So einfach ist die Liebe nicht.

### Niedergang und Ende nach Übernahme durch Hughes
Im Mai 1948 erwarb Howard Hughes die Aktienmehrheit an RKO. Hughes war der sehr reiche Erbe der Hughes Tool Company und hatte sich neben anderen Liebhabereien bereits seit den 1920er Jahren als Filmproduzent betätigt. Er wurde auch Produktionschef des Unternehmens. Hughes brachte Jane Russell mit zu RKO, mit der er 1940 den Film Geächtet inszeniert hatte und die einen persönlichen Vertrag mit ihm besaß. Die Qualität der RKO-Produktionen sank mit dem Eintritt von Hughes kontinuierlich. Der mitunter exzentrische Milliardär investierte viel Geld in Produktionen mit Schauspielerinnen, die er wie Russell zu Stars aufbauen wollte, so Faith Domergue und Alida Valli. Der Film Jet Pilot mit John Wayne und Janet Leigh unter der Regie von Josef von Sternberg war ein weiteres persönliches Projekt von Hughes, in dessen Produktion er sich kontinuierlich einmischte. Der Film ging Anfang 1949 in Produktion, doch kam er erst 1956 in den nationalen Verleih. Hughes nahm auch die junge Jean Simmons für drei Filme unter Vertrag und setzte sie unter anderem in Engelsgesicht unter der Regie von Otto Preminger ein.
Mit Ausnahme von Maskierte Herzen, einem Film Noir mit Joan Crawford aus dem Jahr 1952 und Der Eroberer in dem John Wayne als Dschingis Khan auftrat, gelang es kaum einer RKO-Produktion mehr, Nominierungen für Filmpreise zu erlangen oder nennenswerte Beträge an der Kinokasse einzuspielen. Zu den bekannteren Filmen der 1950er zählen einige frühe Filme von Nicholas Ray wie Born to Be Bad und On Dangerous Ground, beide mit Robert Ryan in der Hauptrolle und mehrere Filme von Fritz Lang: Engel der Gejagten, in dem Marlene Dietrich eine kriminelle Saloonbetreiberin darstellte, und Clash By Night (Vor dem neuen Tag) mit Barbara Stanwyck und Marilyn Monroe, beide aus dem Jahr 1952 sowie Beyond a Reasonable Doubt, dem letzten US-amerikanischen Film des Regisseurs. Daneben konnte RKO die US-Rechte für Akira Kurosawas Rashomon – Das Lustwäldchen erwerben, dem einzigen künstlerisch wirklich überragenden Film, den das Studio unter der Ägide von Hughes in die Kinos brachte.
1955 war RKO am Ende, und Hughes teilte es in zwei gänzlich getrennte Bereiche auf: das Produktions- und Verleihunternehmen RKO Pictures und das Kinounternehmen RKO Theaters. Der Studiobereich begann keine neuen Projekte mehr, sondern schloss nur noch ab, was bereits begonnen war und noch lohnend erschien. Einer der letzten Filme, die RKO in die Kinos brachte, war die von Byron Haskin mit Joseph Cotten inszenierte Jules-Verne-Adaption From the Earth to the Moon (1958).

### Auflösung und Rechtsnachfolge

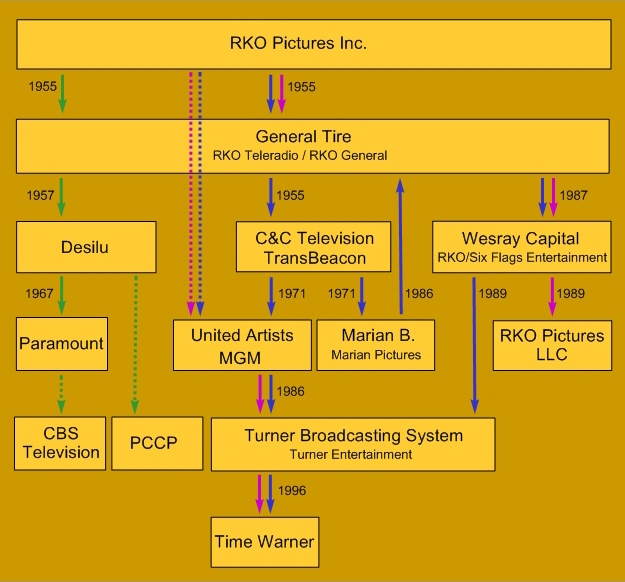
Der Verbleib der RKO-Bestände und -Rechte nach der Auflösung des Unternehmens im Jahre 1955.
Grüne Pfeile = Produktionseinrichtungen
Blaue Pfeile = „Filmbibliothek“ und Auswertungsrechte
Violette Pfeile = Copyright (Logos, Drehbücher usw.)

#### Produktionseinrichtungen
Die RKO Pictures erwarb 1955 der Mischkonzern General Tire, der die Firma mit seinem Rundfunkzweig General Teleradio zusammenlegte. Das daraus entstandene Unternehmen RKO Teleradio produzierte bis 1957 noch zwei kurze Dokumentarfilme und einen Spielfilm, dann verlegte die Firma, die von 1959 an RKO General hieß, sich ganz aufs Rundfunkgeschäft.
Die Studioeinrichtungen von RKO in Hollywood und Culver City erwarben 1957 Desi Arnaz und Lucille Ball, die dafür 6,15 Mio. Dollar zahlten und sie bis 1967 für ihre Produktionsgesellschaft Desilu verwendeten. Die Einrichtungen in Hollywood gelangten danach in den Besitz von Paramount und beherbergen heute die Studios von CBS Television. Die Einrichtungen in Culver City haben mehrfach den Eigentümer gewechselt und tragen als unabhängiges Mietstudio gegenwärtig den Namen PCCP Studio City Los Angeles. Forty Acres, das Studiogelände in Culver City, wurde Mitte der 1970er Jahre niedergerissen und einem neuen Zweck zugeführt.

#### Filmbestände und Auswertungsrechte
Zu den Beständen, die Hughes 1955 an General Tire veräußerte, gehörte auch die RKO-„Filmbibliothek“: die Auswertungsrechte an 740 von RKO produzierten Spielfilmen. General Tire bzw. RKO Teleradio benötigten diese Rechte nicht und verkauften den größten Teil davon noch im Dezember 1955 für 15 Mio. Dollar an die Cantrell & Cochrane-Tochter C&C Television Corp. C&C begann Geschäfte mit Rundfunkunternehmen zu machen, die die RKO-Filme in ihren Fernsehprogrammen auswerteten – eine Praxis, die auch bei anderen großen Filmstudios Schule machte. Als der Rechtsnachfolger von C&C Television, TransBeacon, 1971 bankrottging, wurden die Auswertungsrechte (Kino, Fernsehen, Video) versteigert. Neuer Eigentümer für die Auswertungsrechte im Ausland wurde die in Paris niedergelassene Firma Atlantic Arts. Von den Inlandsrechten kauften United Artists, die 1986 wiederum von MGM aufgekauft wurden, einen Teil; den anderen Teil erwarb Marian B. Inc. (MBI), das diese Rechte 1984 seinem Tochterunternehmen Marian Pictures Inc. (MBP) überließ. 1986 kaufte RKO General MBP die Rechte wieder ab.
RKO Teleradio/RKO General hatten 1955 zwar ihre Auswertungsrechte verkauft, besaßen aber weiterhin die Rechte an den Stoffen und Drehbüchern der RKO-Filme und damit auch die Rechte für die Produktion von Neuverfilmungen, Fortsetzungen, Prequels und ähnlichem. Bis in die 1950er Jahre hatte RKO seine Einnahmen häufig aufgestockt, indem es Studios, die das Remake eines RKO-Films planten, sämtliche Rechte an diesem Film verkaufte. Auf diese Weise war z. B. MGM in den Besitz einer ganzen Reihe von RKO-Filmen gelangt, die 1955 nicht mehr Teil des Verkaufspakets wurden. Da MGM von diesen Filmen bereits in den 1960er Jahren Sicherheitsnegative herstellte, sind sie besser als viele andere erhalten geblieben.
Im September 1986 kaufte Ted Turner für das TBS-Tochterunternehmen Turner Entertainment von Kirk Kerkorian die Firmen MGM und United Artists auf und erwarb damit auch die Fernsehrechte für 800 RKO-Filme. Seit der Fusion von TBS mit Time Warner (1996) liegen die Auswertungsrechte für die RKO-Filme bei dem letztgenannten Unternehmen.
Die Rechte für die Markenzeichen und Logos von RKO Pictures, sowie aller Rechte an den Skripts, Drehbüchern, an Remakes und ähnlichem verkaufte RKO General 1987 an die Investmentfirma Wesray Capital, die sie mit ihrer Freizeitparkkette Six Flags zusammenlegte. RKO/Six Flags Entertainment wurde jedoch schon 1989 wieder entflochten. Die Rechte an den RKO-Logos, -Drehbüchern usw. erwarben Dina Merrill und Ted Hartley und gründeten daraus das Filmproduktionsunternehmen RKO Pictures LLC. Einen Großteil der Auswertungsrechte an den RKO-Filmen, die nie an C&C verkauft oder die 1986 von MBP zurückgekauft worden waren, erwarb Ted Turner.

## Mitarbeiter

### Drehstäbe
RKO beschäftigte u. a. die Regisseure John Cromwell, George Cukor, William Dieterle, John Ford, Howard Hawks, Howard Hughes, Gregory La Cava, Leo McCarey, Mark Robson, George Stevens, Jacques Tourneur, Orson Welles und Robert Wise. Ein Special Effects-Experte bei RKO war Vernon Walker (1932–1948). Von 1929 bis 1935 war auch der Filmkomponist Max Steiner, der „Vater der Filmmusik“ bei RKO beschäftigt. Zu den Produzenten des Unternehmens gehörte u. a. Val Lewton (1942–1946).

### Stars
Zu den Schauspielern, die für RKO gearbeitet haben, zählen:
| - 1929–1930: Bebe Daniels - 1929–1934: Dorothy Lee - 1929–1935: Richard Dix - 1929–1937: Bert Wheeler und Robert Woolsey - 1929–1935: Irene Dunne - 1930–1931: Mary Astor - 1930–1933: Joel McCrea - 1931–1932: Dolores Del Rio - 1932–1933: Constance Bennett - 1932–1936: Ann Harding - 1932–1938: Katharine Hepburn - 1933–1938: Fred Astaire - 1933–1941: Ginger Rogers - 1933–1947: Douglas Fairbanks Jr.* | - 1935–1937: Ann Sothern - 1935–1938: Barbara Stanwyck* - 1935–1942: Lucille Ball - 1935–1943: Victor McLaglen* - 1935–1948: Cary Grant* - 1935–1951: Leon Errol - 1937–1938: Joan Fontaine - 1937–1943: Lupe Vélez - 1938–1940: George O’Brien - 1939–1941: Maureen O’Hara - 1939–1943: Charles Laughton - 1940–1950: Joseph Cotten* - 1944–1952: Robert Mitchum - 1951–1955: Jane Russell |

Mit Sternchen* gekennzeichnete Künstler hatten bei RKO keinen Studiovertrag, sondern schlossen Verträge nur für einzelne Filme ab.

## Wirkung
RKO wird in The Rocky Horror Show im Titelsong Science Fiction / Double Feature erwähnt.
„… to the late night double feature picture show, by RKO, oh-oh, …“